# Jeux nautiques bretons
Les jeux nautiques bretons sont des jeux pratiqués dans les villes bretonnes ayant un accès à l’eau, que ce soit sur la côte, au bord d’une rivière ou d’un étang. Les jeux nautiques sont également présents ailleurs sur le territoire français mais sont fortement reconnus en Bretagne, même s'ils sont peu pratiqués aujourd’hui. 
Dans un souci de protection et de valorisation de la pratique, les jeux nautiques bretons sont inscrits à l’Inventaire du patrimoine culturel immatériel en France.

## Historique
Ces jeux sont pratiqués à l’occasion des fêtes locales dans les villes qui ont un point d’eau assez important. Ils sont très présents en Bretagne, bien qu’ils ne soient pas forcément issus de cette région. De ce fait, ils sont très bien intégrés dans les fêtes et un vocabulaire spécifique en breton leur correspond. Malgré leur popularité, ces jeux ont tendance à disparaitre, certains n’étant même plus pratiqués depuis 1980. La pratique des jeux nautiques bretons est devenue un évènement exceptionnel, beaucoup moins courant qu’autrefois. 

## Les jeux nautiques

### Jeu de la poutre
Une poutre en manque de stabilité est installée à l’horizontal et à son extrémité, une plateforme en continuel mouvement détient un objet que le participant doit aller décrocher, après être passé par la poutre. Le joueur réussit s’il arrive à revenir avec l’objet en repassant par la poutre sans tomber dans l’eau. 

### Course à lagodille

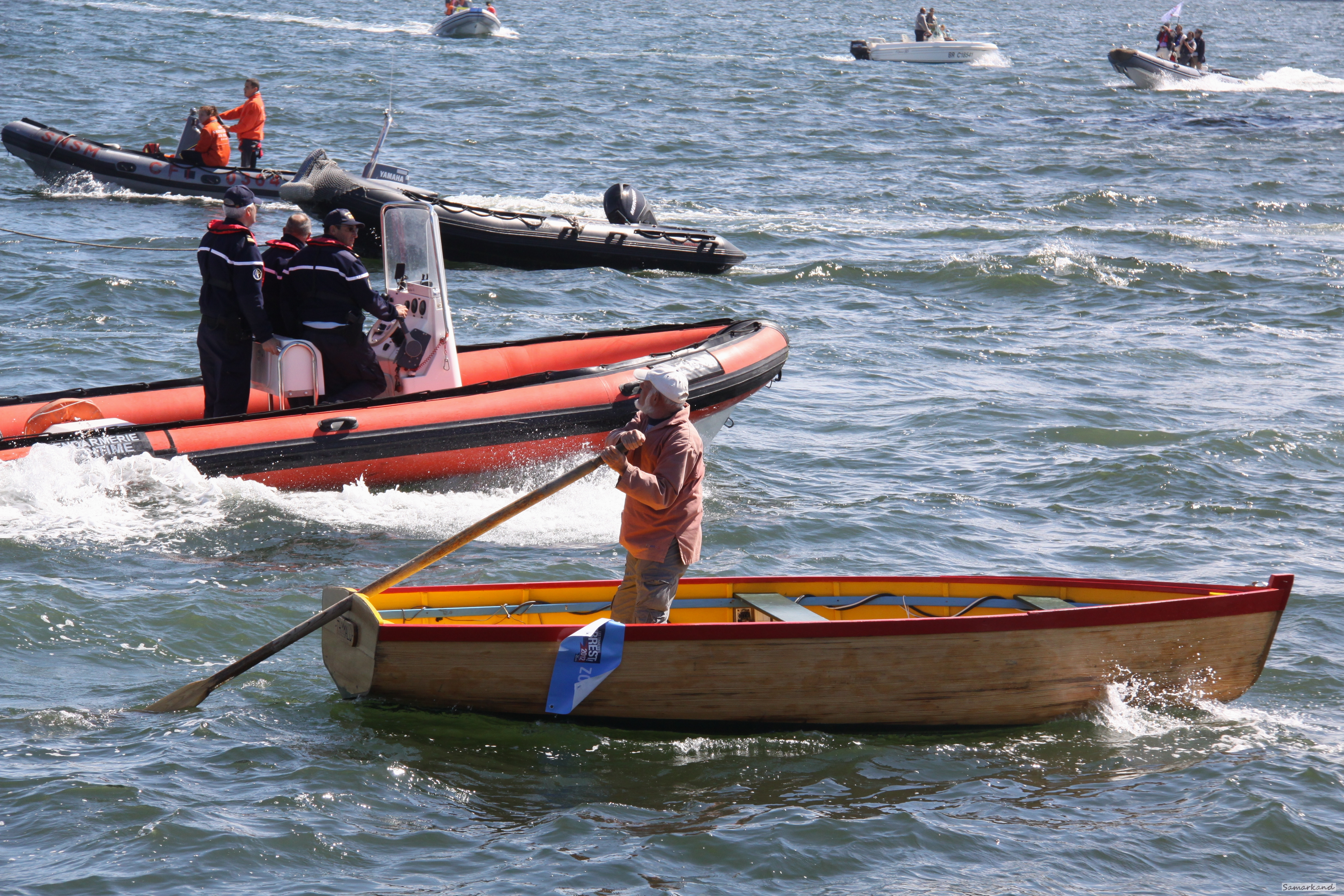
godille à Brest.

Le jeu consiste à faire avancer un petit bateau contenant les participants en le faisant godiller. Godiller consiste à faire des 8 avec la pelle de l’ aviron, placé à l’arrière de l’embarcation. La course démarre d’un quai et se poursuit sur un parcours balisé.

### Course aux canards
Des canards sont lâchés depuis le bord de l’eau ou un plan incliné. Les participants sont dans l’eau et doivent attraper un ou des canards à la nage. Si un joueur y parvient, il gagne le droit de conserver l’oiseau. 

### Épreuves de natation
Ce sont des jeux qui se combinent avec la pratique de la natation. Ils sont surtout proposés lors de fêtes locales. 